# Khalifa St.Fort
Khalifa St.Fort (Trinidad y Tobago, 13 de febrero de 1998) es una atleta trinitense especializada en la prueba de 100 m, en la que consiguió ser subcampeona mundial juvenil en 2015.

## Carrera deportiva
En el Campeonato Mundial Juvenil de Atletismo de 2015 ganó la medalla de plata en los 100 metros, con un tiempo de 11.19 segundos, tras la estadounidense Candace Hill y por delante de otra estadounidense Jayla Kirkland (bronce con 11.41 segundos).